# I. Lipót osztrák őrgróf
I. (Babenberg) Lipót (Würzburg, 940 – Würzburg, 994. július 10.) volt az első osztrák őrgróf a Babenberg-házból. 976 és 994 között uralkodott.

## Élete
Lipótról először Bajorország dunai körzetének grófjaként esik szó egy dokumentumban a 960-as években, mint I. (Nagy) Ottó német-római császár hű szolgája. A II. (Civakodó) Henrik vezette 976-os felkelés után II. Ottó ellenfele. Ő lett kinevezve „Észak hercegének” a mai modern Ausztria nagy részén Burkhard helyett. A székhelyét feltehetőleg Pöchlarnban rendezte be, ahol a gyermekei is laktak, de később Melkben rendezte be központját, amit Bánlaky szerint 984-ben foglalt el a magyarokról. A területét, ami nagyjából egybeesett a mai Wachauval, kiterjesztette észak felé egészen a Bécsi-erdőig.

„Igy történt aztán, hogy a magyarok Mölk várából szintén gyakran kitörtek, hogy Pilgrin birtokait háborgassák és megsarcolják. E háborgatásoknak véget vetendő, Luitpold határgróf számos frank lovag kíséretében 984-ben Mölk alatt termett s az erősséget bevevén, a magyarokat a Szárhegyig (Kahlenberg-ig) szorította vissza. Az azon túl fekvő terület ilyenformán végleg elveszett a magyarokra nézve.”

Babenberg volt az első széles körben ismert osztrák történelmi alak. Trónra lépésének millenniumát 1976-ban úgy ünnepelték, mint Ausztria ezredik évét. Húsz évvel később, 1996-ban pedig Ausztria első említését ünnepelték egy német dokumentumban. Habár I. Lipótot nem említik meg Freisingi Ottó Babenberg krónikájában (ami Lipót fiával, más vélemények szerint unokájával, Adalberttel kezdődik) úgy ismert mint a dinasztia alapítója, aki családját hatalomra juttatta Ausztriában. Freisingi Ottó a Babenbergek eredetét a korai német Babenbergekre vezette vissza, emlékezve a kora 10. századi felkelésre, ami bár nem bizonyított történelmi tény, de nem is zárhatjuk ki teljesen.

## Gyermekei
- I. Henrik osztrák őrgróf (kb. 970/73 – 1018. június 23/24.)
- Judit
- I. Ernő sváb herceg (kb. 985/90 – 1015. március 31.)
- Poppo (? – 1047)
- Lipót
- Kunigunda
- Adalbert osztrák őrgróf (kb. 990/994 – 1055. május 26.)
- Krisztina
- Hemma

## Emlékezete
Carrarai márványból faragott életnagyságú szobrát (Carl Kundmann alkotása) felállították a Hadvezérek csarnokában, a bécsi Hadtörténeti Múzeumban.